# Борец таласский
Боре́ц таласский (лат. Aconitum talassicum) — многолетнее травянистое растение, вид рода Борец (Aconitum) семейства Лютиковые (Ranunculaceae).

## Распространение и экология
Ареал вида охватывает Памиро-Алай и Западный Тянь-Шань (западн.). Эндемик. Описан с реки Арабика в Таласском Алатау.
Произрастает в субальпийском поясе по сырым лугам, в долинах рек, среди зарослей можжевельника.

## Ботаническое описание
Корневище длиной до 20 см, шириной в самой широкой части 10—20 мм, в виде цепочки сросшихся клубней. Стебель высотой до 1,5 м и толщиной у основания до 8 мм, круглый или слегка ребристый, прямой, простой или слабо ветвистый только у основания соцветия, равномерно облиственный.
Листья, кроме самых верхних, на черешках, длиной 4—13 см, пластинка голая, снизу бледно-зелёная, длиной 7—11 см, шириной 10—16 см, в общем очертании округло-пятиугольная, почти до основания рассечённая на три—пять клиновидно-суживающихся сегмента, каждый сегмент, в свою очередь, делится на 2 или 3 доли, длиной 1—6 см и шириной 0,5—1 см, несущие крупные заострённые зубцы.
Соцветие — конечная средней густоты кисть. Цветки голубые, длиной до 3 см и шириной 1,5 см. Шлем высотой 0,8—1,2 см, длиной 1,5—2 см, шириной на уровне носика до 1,7 см, голый, лишь со слабым опушением на носике, у вполне развитых цветков шлем, обыкновенно, отставлен от боковых долей и загнут назад; боковые доли околоцветника округлые, иногда явно неравнобокие, длиной 0,9—1,2 см, шириной 1,5—2 см, снаружи голые, с внутренней стороны с длинными редкими волосками, по краям ресничатые; нижние доли нередко сильно отличаются по ширине, меньшая шириной 0,3—0,5 см и длиной 1,2—1,5 см, большая шириной 0,8—1,2 см и длиной 1,2—1,3 см.

## Значение и применение
Скотом не поедается. Использовался в народной медицине.

## Таксономия
Вид Борец таласский входит в род Борец (Aconitum) трибы Живокостные (Delphinieae) подсемейства Лютиковые (Ranunculoideae) семейства Лютиковые (Ranunculaceae) порядка Лютикоцветные (Ranunculales).
|  |                       |  |                                               |                                               |                                         |  | ещё четыре подсемейства (согласно Системе APG II) | ещё четыре подсемейства (согласно Системе APG II) |                                           |  |  |  | ещё 2 рода              | ещё 2 рода          |  |  |
|  |                       |  |                                               |                                               |                                         |  | ещё четыре подсемейства (согласно Системе APG II) | ещё четыре подсемейства (согласно Системе APG II) |                                           |  |  |  | ещё 2 рода              | ещё 2 рода          |  |  |
|  |                       |  |                                               | семейство Лютиковые                           |                                         |  |                                                   |                                                   | триба Живокостные                         |  |  |  |                         | вид Борец таласский |  |  |
|  |                       |  |                                               | семейство Лютиковые                           |                                         |  |                                                   |                                                   | триба Живокостные                         |  |  |  |                         | вид Борец таласский |  |  |
|  | порядок Лютикоцветные |  |                                               |                                               | подсемейство Лютиковые (Ranunculoideae) |  |                                                   |                                                   | род Борец, или Аконит                     |  |  |  |                         |                     |  |  |
|  | порядок Лютикоцветные |  |                                               |                                               |                                         |  |                                                   |                                                   |                                           |  |  |  |                         |                     |  |  |
|  |                       |  | ещё десять семейств (согласно Системе APG II) | ещё десять семейств (согласно Системе APG II) |                                         |  |                                                   | ещё восемь триб (согласно Системе APG II)         | ещё восемь триб (согласно Системе APG II) |  |  |  | ещё от 250 до 300 видов |                     |  |  |
|  |                       |  |                                               | ещё десять семейств (согласно Системе APG II) |                                         |  |                                                   |                                                   | ещё восемь триб (согласно Системе APG II) |  |  |  |                         |                     |  |  |